# Leptarctia latifasciata
Leptarctia latifasciata är en fjärilsart som beskrevs av Butler 1881. Leptarctia latifasciata ingår i släktet Leptarctia och familjen björnspinnare. Inga underarter finns listade i Catalogue of Life.